# Indonesische gespikkelde epaulethaai
De Indonesische gespikkelde epaulethaai (Hemiscyllium freycineti) is een vis uit de familie van de epaulethaaien en bamboehaaien (Hemiscylliidae), orde bakerhaaien (Orectolobiformes), die voorkomt in het westen van de Grote Oceaan, voornamelijk rondom Indonesië en Papoea-Nieuw-Guinea. De vis leeft op diepten tot 50 meter onder het wateroppervlak en kan een lengte bereiken van 46 cm.
De Indonesische gespikkelde epaulethaai is voor de visserij van beperkt commercieel belang.